# Deutschland Cup 2022
Deutschland Cup 2022 spelades mellan den 10 och 13 november 2022 i Krefeld i Tyskland. Det var den 33:e upplagan av Deutschland Cup, som är en årlig ishockeyturnering för herrlandslag.

## Tabell
| Pos | Lag       | S | V | ÖV | ÖF | F | GM | IM | MS | P |
| --- | --------- | - | - | -- | -- | - | -- | -- | -- | - |
| 1   | Tyskland  | 3 | 2 | 1  | 0  | 0 | 9  | 2  | +7 | 8 |
| 2   | Österrike | 3 | 1 | 1  | 0  | 1 | 6  | 6  | 0  | 5 |
| 3   | Danmark   | 3 | 0 | 1  | 1  | 1 | 7  | 9  | −2 | 3 |
| 4   | Slovakien | 3 | 0 | 0  | 2  | 1 | 5  | 10 | −5 | 2 |

## Resultat
Alla tider är lokala (UTC+1).
|       | 10 november 2022 | Österrike                                                          | 3–2 (OT)                       | Slovakien                                     | König Palast                                                       |                                                                    |
| 16:15 | 16:15            | (1–1, 1–0, 0–1, 1–0) Summering                                     | (1–1, 1–0, 0–1, 1–0) Summering | (1–1, 1–0, 0–1, 1–0) Summering                | Krefeld · Publik: 830 · Domare: · Benjamin Hoppe · Gordon Schukies | Krefeld · Publik: 830 · Domare: · Benjamin Hoppe · Gordon Schukies |
| 16:15 | 16:15            | Bernd Wolf (18:44) Dominique Heinrich (23:15) Lukas Haudum (60:32) | Mål                            | (14:51) Michal Beňo (54:51) Adrián Holešinský | Krefeld · Publik: 830 · Domare: · Benjamin Hoppe · Gordon Schukies | Krefeld · Publik: 830 · Domare: · Benjamin Hoppe · Gordon Schukies |
| 16:15 | 16:15            |                                                                    |                                |                                               | Krefeld · Publik: 830 · Domare: · Benjamin Hoppe · Gordon Schukies | Krefeld · Publik: 830 · Domare: · Benjamin Hoppe · Gordon Schukies |
| 16:15 | 16:15            |                                                                    |                                |                                               | Krefeld · Publik: 830 · Domare: · Benjamin Hoppe · Gordon Schukies | Krefeld · Publik: 830 · Domare: · Benjamin Hoppe · Gordon Schukies |
| 16:15 | 16:15            |                                                                    |                                |                                               | Krefeld · Publik: 830 · Domare: · Benjamin Hoppe · Gordon Schukies | Krefeld · Publik: 830 · Domare: · Benjamin Hoppe · Gordon Schukies |
| 16:15 | 16:15            |                                                                    |                                |                                               | Krefeld · Publik: 830 · Domare: · Benjamin Hoppe · Gordon Schukies | Krefeld · Publik: 830 · Domare: · Benjamin Hoppe · Gordon Schukies |

|       | 10 november 2022 | Tyskland                                                             | 3–2 (OT)                       | Danmark                                   | König Palast                                                       |                                                                    |
| 19:45 | 19:45            | (1–1, 1–1, 0–0, 1–0) Summering                                       | (1–1, 1–1, 0–0, 1–0) Summering | (1–1, 1–1, 0–0, 1–0) Summering            | Krefeld · Publik: 1 680 · Domare: · Martin Fraňo · Marian Rohatsch | Krefeld · Publik: 1 680 · Domare: · Martin Fraňo · Marian Rohatsch |
| 19:45 | 19:45            | Marc Michaelis (15:09) Daniel Schmölz (32:47) Daniel Schmölz (63:30) | Mål                            | (18:56) Anders Koch (25:49) Nicolai Meyer | Krefeld · Publik: 1 680 · Domare: · Martin Fraňo · Marian Rohatsch | Krefeld · Publik: 1 680 · Domare: · Martin Fraňo · Marian Rohatsch |
| 19:45 | 19:45            |                                                                      |                                |                                           | Krefeld · Publik: 1 680 · Domare: · Martin Fraňo · Marian Rohatsch | Krefeld · Publik: 1 680 · Domare: · Martin Fraňo · Marian Rohatsch |
| 19:45 | 19:45            |                                                                      |                                |                                           | Krefeld · Publik: 1 680 · Domare: · Martin Fraňo · Marian Rohatsch | Krefeld · Publik: 1 680 · Domare: · Martin Fraňo · Marian Rohatsch |
| 19:45 | 19:45            |                                                                      |                                |                                           | Krefeld · Publik: 1 680 · Domare: · Martin Fraňo · Marian Rohatsch | Krefeld · Publik: 1 680 · Domare: · Martin Fraňo · Marian Rohatsch |
| 19:45 | 19:45            |                                                                      |                                |                                           | Krefeld · Publik: 1 680 · Domare: · Martin Fraňo · Marian Rohatsch | Krefeld · Publik: 1 680 · Domare: · Martin Fraňo · Marian Rohatsch |

|       | 12 november 2022 | Slovakien                                                         | 3–4 (OT)                       | Danmark                                                                                  | König Palast                                                              |                                                                           |
| 14:30 | 14:30            | (0–2, 2–1, 1–0, 0–1) Summering                                    | (0–2, 2–1, 1–0, 0–1) Summering | (0–2, 2–1, 1–0, 0–1) Summering                                                           | Krefeld · Publik: 1 706 · Domare: · Kilian Hinterdobler · Gordon Schukies | Krefeld · Publik: 1 706 · Domare: · Kilian Hinterdobler · Gordon Schukies |
| 14:30 | 14:30            | Viliam Čacho (29:28) Daniil Fominych (37:33) Viliam Čacho (55:22) | Mål                            | (11:15) Mathias From (15:39) Morten Poulsen (23:20) Kristian Jensen (61:11) Mathias From | Krefeld · Publik: 1 706 · Domare: · Kilian Hinterdobler · Gordon Schukies | Krefeld · Publik: 1 706 · Domare: · Kilian Hinterdobler · Gordon Schukies |
| 14:30 | 14:30            |                                                                   |                                |                                                                                          | Krefeld · Publik: 1 706 · Domare: · Kilian Hinterdobler · Gordon Schukies | Krefeld · Publik: 1 706 · Domare: · Kilian Hinterdobler · Gordon Schukies |
| 14:30 | 14:30            |                                                                   |                                |                                                                                          | Krefeld · Publik: 1 706 · Domare: · Kilian Hinterdobler · Gordon Schukies | Krefeld · Publik: 1 706 · Domare: · Kilian Hinterdobler · Gordon Schukies |
| 14:30 | 14:30            |                                                                   |                                |                                                                                          | Krefeld · Publik: 1 706 · Domare: · Kilian Hinterdobler · Gordon Schukies | Krefeld · Publik: 1 706 · Domare: · Kilian Hinterdobler · Gordon Schukies |
| 14:30 | 14:30            |                                                                   |                                |                                                                                          | Krefeld · Publik: 1 706 · Domare: · Kilian Hinterdobler · Gordon Schukies | Krefeld · Publik: 1 706 · Domare: · Kilian Hinterdobler · Gordon Schukies |

|       | 12 november 2022 | Tyskland                                                         | 3–0                       | Österrike                 | König Palast                                                      |                                                                   |
| 18:00 | 18:00            | (2–0, 1–0, 0–0) Summering                                        | (2–0, 1–0, 0–0) Summering | (2–0, 1–0, 0–0) Summering | Krefeld · Publik: 3 310 · Domare: · Martin Fraňo · Benjamin Hoppe | Krefeld · Publik: 3 310 · Domare: · Martin Fraňo · Benjamin Hoppe |
| 18:00 | 18:00            | Andreas Eder (05:45) Tobias Eder (17:26) Danjo Leonhardt (28:34) | Mål                       |                           | Krefeld · Publik: 3 310 · Domare: · Martin Fraňo · Benjamin Hoppe | Krefeld · Publik: 3 310 · Domare: · Martin Fraňo · Benjamin Hoppe |
| 18:00 | 18:00            |                                                                  |                           |                           | Krefeld · Publik: 3 310 · Domare: · Martin Fraňo · Benjamin Hoppe | Krefeld · Publik: 3 310 · Domare: · Martin Fraňo · Benjamin Hoppe |
| 18:00 | 18:00            |                                                                  |                           |                           | Krefeld · Publik: 3 310 · Domare: · Martin Fraňo · Benjamin Hoppe | Krefeld · Publik: 3 310 · Domare: · Martin Fraňo · Benjamin Hoppe |
| 18:00 | 18:00            |                                                                  |                           |                           | Krefeld · Publik: 3 310 · Domare: · Martin Fraňo · Benjamin Hoppe | Krefeld · Publik: 3 310 · Domare: · Martin Fraňo · Benjamin Hoppe |
| 18:00 | 18:00            |                                                                  |                           |                           | Krefeld · Publik: 3 310 · Domare: · Martin Fraňo · Benjamin Hoppe | Krefeld · Publik: 3 310 · Domare: · Martin Fraňo · Benjamin Hoppe |

|       | 13 november 2022 | Danmark                   | 1–3                       | Österrike                                                       | König Palast                                                       |                                                                    |
| 11:00 | 11:00            | (1–1, 0–1, 0–1) Summering | (1–1, 0–1, 0–1) Summering | (1–1, 0–1, 0–1) Summering                                       | Krefeld · Publik: 1 600 · Domare: · Yannik Koziol · Tobias Schwenk | Krefeld · Publik: 1 600 · Domare: · Yannik Koziol · Tobias Schwenk |
| 11:00 | 11:00            | Christian Wejse (17:53)   | Mål                       | (11:42) Stefan Gaffal (28:34) Lukas Haudum (47:24) Marco Kasper | Krefeld · Publik: 1 600 · Domare: · Yannik Koziol · Tobias Schwenk | Krefeld · Publik: 1 600 · Domare: · Yannik Koziol · Tobias Schwenk |
| 11:00 | 11:00            |                           |                           |                                                                 | Krefeld · Publik: 1 600 · Domare: · Yannik Koziol · Tobias Schwenk | Krefeld · Publik: 1 600 · Domare: · Yannik Koziol · Tobias Schwenk |
| 11:00 | 11:00            |                           |                           |                                                                 | Krefeld · Publik: 1 600 · Domare: · Yannik Koziol · Tobias Schwenk | Krefeld · Publik: 1 600 · Domare: · Yannik Koziol · Tobias Schwenk |
| 11:00 | 11:00            |                           |                           |                                                                 | Krefeld · Publik: 1 600 · Domare: · Yannik Koziol · Tobias Schwenk | Krefeld · Publik: 1 600 · Domare: · Yannik Koziol · Tobias Schwenk |
| 11:00 | 11:00            |                           |                           |                                                                 | Krefeld · Publik: 1 600 · Domare: · Yannik Koziol · Tobias Schwenk | Krefeld · Publik: 1 600 · Domare: · Yannik Koziol · Tobias Schwenk |

|       | 13 november 2022 | Tyskland                                                         | 3–0                       | Slovakien                 | König Palast                                                       |                                                                    |
| 14:30 | 14:30            | (1–0, 1–0, 1–0) Summering                                        | (1–0, 1–0, 1–0) Summering | (1–0, 1–0, 1–0) Summering | Krefeld · Publik: 3 854 · Domare: · Martin Fraňo · Gordon Schukies | Krefeld · Publik: 3 854 · Domare: · Martin Fraňo · Gordon Schukies |
| 14:30 | 14:30            | Tim Wohlgemuth (06:20) Tobias Eder (30:50) Tim Fleischer (59:46) | Mål                       |                           | Krefeld · Publik: 3 854 · Domare: · Martin Fraňo · Gordon Schukies | Krefeld · Publik: 3 854 · Domare: · Martin Fraňo · Gordon Schukies |
| 14:30 | 14:30            |                                                                  |                           |                           | Krefeld · Publik: 3 854 · Domare: · Martin Fraňo · Gordon Schukies | Krefeld · Publik: 3 854 · Domare: · Martin Fraňo · Gordon Schukies |
| 14:30 | 14:30            |                                                                  |                           |                           | Krefeld · Publik: 3 854 · Domare: · Martin Fraňo · Gordon Schukies | Krefeld · Publik: 3 854 · Domare: · Martin Fraňo · Gordon Schukies |
| 14:30 | 14:30            |                                                                  |                           |                           | Krefeld · Publik: 3 854 · Domare: · Martin Fraňo · Gordon Schukies | Krefeld · Publik: 3 854 · Domare: · Martin Fraňo · Gordon Schukies |
| 14:30 | 14:30            |                                                                  |                           |                           | Krefeld · Publik: 3 854 · Domare: · Martin Fraňo · Gordon Schukies | Krefeld · Publik: 3 854 · Domare: · Martin Fraňo · Gordon Schukies |